# 联邦宇宙

联邦宇宙标志提案

联邦宇宙（英語：Fediverse，簡稱）在英文中是“联邦”（Federation）和“宇宙”（Universe）的混成词。

## 原理
联邦宇宙由一系列自由软件组成，有一组互联的服务器（用户自建或第三方托管），一起提供网络发布（如社交媒体、微博、博客或者网站）或者文件托管功能。
虽然各个服务器是独立运行的，且各个实例繁多，内容多样， 但服务器之间可以彼此互通。
在不同的服务器（实例）上，用户可以创建不同帐号，因为服务器上运行的软件支持一种或多种遵循开放标准的通信协议，能够跨越实例边界而通信。 
与在单一服务器上运行的传统社交网络相比，联邦宇宙的运行方式更开放，其服务器的分散性，使联邦宇宙更安全可靠。

## 功能
用户通过联邦宇宙中的帐号，可以发布文本或者其他媒体文件，也可以关注其他用户。
在某些情况下，用户可以公布或分享数据（如音频、视频、文本文件等），使其对所有或部分人开放，允许他们共同编辑内容（例如日历和黄页）。

## 目的
联邦宇宙的目的是建立在网络社交巨头公司之外， 提供另一种交流方式。

## 项目
知名的联邦宇宙项目包括：
- Mastodon
- Misskey
- Pleroma

你可以在 Fediverse.Party 找到更多联邦宇宙项目